# Боб Синклер
Кристоф Ле Фријан (фр. Christophe Le Friant; 10. мај 1967), познатији под псеудонимом Боб Синклер (фр. Bob Sinclar), француски је хаус диџеј, продуцент и власник Yellow Productions.

## Каријера
Започео је каријеру 1986. године, када је имао 18 година, специјализово се за фанк и хип-хоп музику, под називом „Крис Француски пољубац“. Његов први клуб је био хит „Џим Тоник“, који је у копродукцији енгл. Thomasa Bangaltera из Daft Punka, са вокал илегално узете од Џејн Фонда.

## Дискографија
Студијски албуми
- (1998)
- (2000)
- (2003)
- Western Dream (2006)
- Soundz of Freedom (2007)
- Born in 69 (2009)
- Made in Jamaica (2010)
- (2012)
- (2013)

## Хитови
- The Beat Goes On (2003)
- I Feel For You (2005)
- Love Generation / Generación Del Amor (Feat. Gary Nesta Pine) (2005)
- World, Hold On (Children of the Sky) (Feat. Steve Edwards) (2006)
- Hard (with The Hard Boys) (2006)
- Rock This Party (Everybody Dance Now) (with Cutee B Feat. Dollarman & Big Ali) (2006)
- Tennessee (Feat. Farrell Lennon) (2007)
- Everybody Movin' (Feat. Ron Carroll & Mz Toni) (2007)
- Give A Lil' Love (Feat. Duane Harden & Gary Nesta Pine) (2007)
- Sound of Freedom (with Cutee B. Feat. Gary Nesta Pine & Dollarman) (2007)
- What I Want (pres. Fireball) (2007)
- Meu Carnaval (pres. Africanism Feat. Rolando Faria) (2007)
- Together (Feat. Steve Edwards) (2007)